# Рагов-Мерц
Рагов-Мерц (нім. Ragow-Merz) — громада в Німеччині, розташована в землі Бранденбург. Входить до складу району Одер-Шпрее. Складова частина об'єднання громад Шлаубеталь.
Площа — 43,54 км2. Населення становить 527 ос. (станом на 31 грудня 2020).